# Arizona Cardinals 2024
La stagione 2024 degli Arizona Cardinals è stata la 105ª della franchigia nella National Football League, la 37ª nello stato dell'Arizona e la seconda con Jonathan Gannon come capo-allenatore.

## Scelte nel Draft 2024
| Scelte dei Cardinals nel Draft 2024 |        |                                      |                                      |                                      |                     |
| Giro                                | Scelta | Giocatore                            | Ruolo                                | College                              | Note                |
| 1                                   | 4      | Marvin Harrison Jr.                  | WR                                   | Ohio State                           |                     |
| 1                                   | 27     | Darius Robinson                      | DE                                   | Missouri                             | da Houston          |
| 2                                   | 35     | Scambiata con gli Atlanta Falcons    | Scambiata con gli Atlanta Falcons    | Scambiata con gli Atlanta Falcons    |                     |
| 2                                   | 43     | Max Melton                           | CB                                   | Rutgers                              | da Atlanta          |
| 3                                   | 66     | Trey Benson                          | RB                                   | Florida State                        |                     |
| 3                                   | 71     | Isaiah Adams                         | G                                    | Illinois                             | da Tennessee        |
| 3                                   | 79     | Scambiata con gli Indianapolis Colts | Scambiata con gli Indianapolis Colts | Scambiata con gli Indianapolis Colts |                     |
| 3                                   | 82     | Tip Reiman                           | TE                                   | Illinois                             | da Indianapolis     |
| 3                                   | 90     | Elijah Jones                         | CB                                   | Boston College                       | da Houston          |
| 4                                   | 104    | Dadrion Taylor-Demerson              | S                                    | Texas Tech                           |                     |
| 5                                   | 138    | Xavier Thomas                        | LB                                   | Clemson                              |                     |
| 5                                   | 162    | Christian Jones                      | OT                                   | Texas                                | da Houston          |
| 6                                   | 194    | Tejhaun Palmer                       | WR                                   | UAB                                  | da Indianapolis     |
| 7                                   | 226    | Jaden Davis                          | CB                                   | Miami (FL)                           | dai New York Giants |

## Staff
| Staff degli Arizona Cardinals |
| --- |
| Organi dirigenziali - Proprietario/chairman/presidente – Michael Bidwill - General manager – Steve Keim - Vice presidente del personale dei giocatori – Quentin Harris - Vice presidente del personale professionistico – Adrian Wilson - Vice presidente delle operazioni del football – Matt Caracciolo - Direttore del personale dei giocatori – Dru Grigson - Direttore degli osservatori del college – Chris Culmer - Direttore dell'amministrazione del football – Matt Harriss - Dirigente del personale senior – Terry McDonough Capo allenatore - Capo-allenatore – Jonathan Gannon - Assistente c.a./Coordinatore special team – Jeff Rodgers Altri allenatori - Preparatore atletico – Buddy Morris - Assistente p.a. – Mark Naylor Allenatori dell'attacco - Quarterback – Cameron Turner - Running back – James Saxon - Wide receiver – Shawn Jefferson - Assistente wide receiver – Spencer Whipple - Tight end – Steve Heiden - Gioco sulle corse/offensive line – Sean Kugler - Assistente offensive line – Brian Natkin - Assistente attacco – Jerry Sullivan e Don Shumpert - Bill Bidwell coaching fellowship/assistente quarterback – Jordan Hogan Allenatori della difesa - Coordinatore difensivo – Vance Joseph - Defensive line – Matt Burke - Linebacker – Billy Davis - Outside linebacker – Charlie Bullen - Defensive back – Marcus Robertson - Cornerback – Greg Williams - Assistente difesa – Rusty McKinney - Controllo qualità difesa – Rob Grosso Allenatori dello special team - Assistente special team – Devin Fitzsimmons |

## Roster
| Roster degli Arizona Cardinals |
| --- |
| Quarterback - 1 Kyler Murray - 15 Clayton Tune Running Back - 33 Trey Benson - 6 James Conner - 20 DeeJay Dallas - 31 Emari Demercado Wide Receiver - 4 Greg Dortch - 18 Marvin Harrison Jr. - 10 Chris Moore - 0 Zach Pascal - 89 Xavier Weaver - 14 Michael Wilson Tight End - 84 Elijah Higgins - 85 Trey McBride - 87 Tip Reiman - 81 Travis Vokolek Offensive Linemen - 74 Isaiah Adams G - 68 Kelvin Beachum T - 62 Evan Brown C - 63 Trystan Colon C - 72 Hjalte Froholdt G - 59 Jon Gaines II G - 76 Will Hernandez G - 70 Paris Johnson Jr. T Defensive Linemen - 91 L.J. Collier DE - 93 Justin Jones NT - 98 Roy Lopez NT - 92 Bilal Nichols DE - 55 Dante Stills DE - 95 Khyiris Tonga NT Linebacker - 51 Krys Barnes ILB - 25 Zaven Collins OLB - 52 Victor Dimukeje OLB - 45 Dennis Gardeck OLB - 43 Jesse Luketa OLB - 58 Julian Okwara OLB - 44 Owen Pappoe ILB - 54 Xavier Thomas OLB - 7 Kyzir White ILB - 2 Mack Wilson ILB Defensive Back - 3 Budda Baker SS - 32 Joey Blount SS - 13 Kei'Trel Clark CB - 30 Darren Hall CB - 16 Max Melton CB - 23 Sean Murphy-Bunting CB - 42 Dadrion Taylor-Demerson FS - 24 Starling Thomas V CB - 34 Jalen Thompson FS - 21 Garrett Williams CB Special Team - 46 Aaron Brewer LS - 12 Blake Gillikin P - 5 Matt Prater K Lista delle riserve - 75 Christian Jones T (IR-DRF) - 28 Elijah Jones CB (IR) - 17 Zay Jones WR (Sospeso) - 61 Carter O'Donnell T (IR) - 9 B.J. Ojulari OLB (IR) - 56 Darius Robinson DE (IR-DRF) - 73 Jonah Williams T (IR) Squadra di allenamento - 82 Andre Baccellia WR - 41 Markus Bailey ILB - 66 Jackson Barton T - 90 Angelo Blackson DE - 19 Anthony Brown QB - 22 Michael Carter RB - 80 Dan Chisena WR - 39 Jaden Davis CB - 78 Marquis Hayes G - 67 Charlie Heck T - 60 Keith Ismael C - 48 Jordan Murray TE - 94 P.J. Mustipher DT - 83 Tejhaun Palmer WR - 47 Bernhard Seikovits TE - 71 Luke Tenuta T - 27 Divaad Wilson CB Roster aggiornato al 14 settembre 2024 53 attivi, 7 inattivi, 16 nella squadra di allenamento |
| Legenda - I rookie sono in corsivo. - Il primo ruolo è il principale mentre gli eventuali successivi indicano i ruoli secondari. - (IR) sta per Injured Reserve ed indica la lista ristretta per un solo giocatore infortunato che può tornare ad allenarsi dopo la settimana 6 e a rientrare in prima squadra dopo che questa ha giocato 8 partite. - (NF-Inj.) / (NF-Ill.) stanno rispettivamente per Non-Football Injured e Non-Football Illness ed indicano le liste dove viene inserito un giocatore che ha un infortunio o una malattia non dipendente dal football americano. - (PUP) sta per Physically Unable to Perform ed indica la lista dove viene inserito un giocatore mentre è in attesa di recuperare la condizione fisica. Nella stagione regolare dopo la sesta partita giocata dalla propria squadra, il giocatore ha tempo tre settimane per riprendere ad allenarsi, più tre settimane aggiuntive dal suo rientro agli allenamenti per rientrare in prima squadra. |

## Precampionato
Il 15 maggio 2024, insieme al calendario della stagione regolare, furono annunciate anche le gare del precampionato.
| Precampionato |           |            |                      |           |        |                            |     |         |
| Settimana     | Data      | Ora (MT)   | Avversario           | Risultato | Record | Stadio                     | TV  | Sintesi |
| 1             | 10 agosto | 11:00 a.m. | New Orleans Saints   | S 14-16   | 0-1    | State Farm Stadium         | CBS | Sintesi |
| 2             | 17 agosto | 10:00 a.m. | @ Indianapolis Colts | S 13-21   | 0-2    | Lucas Oil Stadium          | -   | Sintesi |
| 3             | 25 agosto | 1:30 p.m.  | @ Denver Broncos     | S 12-38   | 0-3    | Empower Field at Mile High | CBS | Sintesi |

## Stagione regolare

### Calendario
Il 15 maggio 2024 è stato pubblicato il calendario della stagione regolare. Data e orario della gara di settimana 18 furono definiti il 29 dicembre, subito dopo lo svolgimento del diciassettesimo turno.
| Stagione regolare |                    |                    |                          |                    |                    |                         |                    |                    |
| Settimana         | Data               | Ora (MT)           | Avversario               | Risultato          | Record             | Stadio                  | TV                 | Sintesi            |
| 1                 | 8 settembre        | 10:00 a.m.         | @ Buffalo Bills          | S 28-34            | 0-1                | Highmark Stadium        | CBS                | Sintesi            |
| 2                 | 15 settembre       | 1:05 p.m.          | Los Angeles Rams         | V 41-10            | 1-1                | State Farm Stadium      | Fox                | Sintesi            |
| 3                 | 22 settembre       | 1:25 p.m.          | Detroit Lions            | S 13-20            | 1-2                | State Farm Stadium      | Fox                | Sintesi            |
| 4                 | 29 settembre       | 1:05 p.m.          | Washington Commanders    | S 14-42            | 1-3                | State Farm Stadium      | Fox                | Sintesi            |
| 5                 | 6 ottobre          | 1:05 p.m.          | @ San Francisco 49ers    | V 24-23            | 2-3                | Levi's Stadium          | Fox                | Sintesi            |
| 6                 | 13 ottobre         | 10:00 a.m.         | @ Green Bay Packers      | S 13-34            | 2-4                | Lambeau Field           | Fox                | Sintesi            |
| 7                 | 22 ottobre         | 6:00 p.m.          | Los Angeles Chargers (M) | V 17-15            | 3-4                | State Farm Stadium      | ESPN+              | Sintesi            |
| 8                 | 27 ottobre         | 10:00 a.m.         | @ Miami Dolphins         | V 28-27            | 4-4                | Hard Rock Stadium       | Fox                | Sintesi            |
| 9                 | 3 novembre         | 2:05 p.m.          | Chicago Bears            | V 29-9             | 5-4                | State Farm Stadium      | CBS                | Sintesi            |
| 10                | 10 novembre        | 2:25 p.m.          | New York Jets            | V 31-6             | 6-4                | State Farm Stadium      | CBS                | Sintesi            |
| 11                | Settimana di pausa | Settimana di pausa | Settimana di pausa       | Settimana di pausa | Settimana di pausa | Settimana di pausa      | Settimana di pausa | Settimana di pausa |
| 12                | 24 novembre        | 2:25 p.m.          | @ Seattle Seahawks       | S 6-16             | 6-5                | Lumen Field             | Fox                | Sintesi            |
| 13                | 1º dicembre        | 11:00 a.m.         | @ Minnesota Vikings      | S 22-23            | 6-6                | U.S. Bank Stadium       | Fox                | Sintesi            |
| 14                | 8 dicembre         | 2:05 p.m.          | Seattle Seahawks         | S 18-30            | 6-7                | State Farm Stadium      | CBS                | Sintesi            |
| 15                | 15 dicembre        | 2:25 p.m.          | New England Patriots     | V 30-17            | 7-7                | State Farm Stadium      | CBS                | Sintesi            |
| 16                | 22 dicembre        | 11:00 a.m.         | @ Carolina Panthers      | S 30-36 (DTS)      | 7-8                | Bank of America Stadium | Fox                | Sintesi            |
| 17                | 28 dicembre        | 5:00 p.m.          | @ Los Angeles Rams       | S 9-13             | 7-9                | SoFi Stadium            | NFL Network        | Sintesi            |
| 18                | 5 gennaio          | 2:25 p.m.          | San Francisco 49ers      | V 47-24            | 8-9                | State Farm Stadium      | Fox                | Sintesi            |

Note:
- Gli avversari della propria division sono in grassetto.
- Il simbolo "@" indica una partita giocata in trasferta.
- (M) indica il Monday Night Football.

## Premi

### Premi settimanali e mensili
- Kyler Murray:

quarterback della settimana 2
giocatore offensivo della NFC della settimana 10
- Chad Ryland:

giocatore degli special team della NFC del mese di ottobre
- Blake Gillikin:

giocatore degli special team della NFC della settimana 9